# Дугна
Дугна́ — посёлок (в 1925—2012 — посёлок городского типа) в Ферзиковском районе Калужской области России, административный центр сельского поселения «Дугна».
Население — 663 чел. (2012).
Расположен на реке Дугна (приток Оки), в 18 км от железнодорожной станции Ферзиково (на линии Калуга — Тула).

## История
Впервые село Дугнинский завод упоминается в 1689 году в связи со строительством здесь «железной кузницы». Посёлок основан в 1709 году Никитой Демидовым, построившим по указу Петра Первого чугунолитейный завод, выпускавший якоря, пушки, картечь (Доменные печи функционировали до начала XX века). В настоящее время предприятие носит название «Дугнинский механический завод».
Статус посёлка городского типа — с 1925 года.
С 1935 по 1959 год посёлок являлся центром Дугнинского района.
24 февраля 2012 года Законом Калужской области статус пгт Дугна изменён на посёлок (сельский населённый пункт).

## Население
| 1880  | 1897  | 1913  | 1920  | 1926  | 1939  | 1959  |
| ----- | ----- | ----- | ----- | ----- | ----- | ----- |
| 1038  | ↗1400 | ↘1373 | ↘1030 | ↗1401 | ↗1705 | ↘1626 |
| 1970  | 1979  | 1989  | 2002  | 2009  | 2010  | 2012  |
| ↘1322 | ↘1133 | ↘946  | ↘792  | ↘729  | ↘667  | ↘663  |

### Известные люди
Здесь родился Иван Кауричев (1913—2003) — советский и российский учёный.           
А также Чернов Василий Николаевич
(1902-1994)- известный лётчик основавший такое направление в военно-воздушных сил как вертолёты

## Экономика
Механический завод (осуществляет литьё чугуна, штамповочные работы). В 2015 году предприятие признано банкротом.
В августе 2017 года новым владельцем завода был снесен корпус литейного цеха, являвшегося памятником архитектуры. Статус памятника был присвоен постановлением Совета Министров РСФСР от 30.08.1970 года № 1327 с присвоением номера 400022600. Последнее подтверждение статуса памятника было 16.05.2017 года.

## Достопримечательности

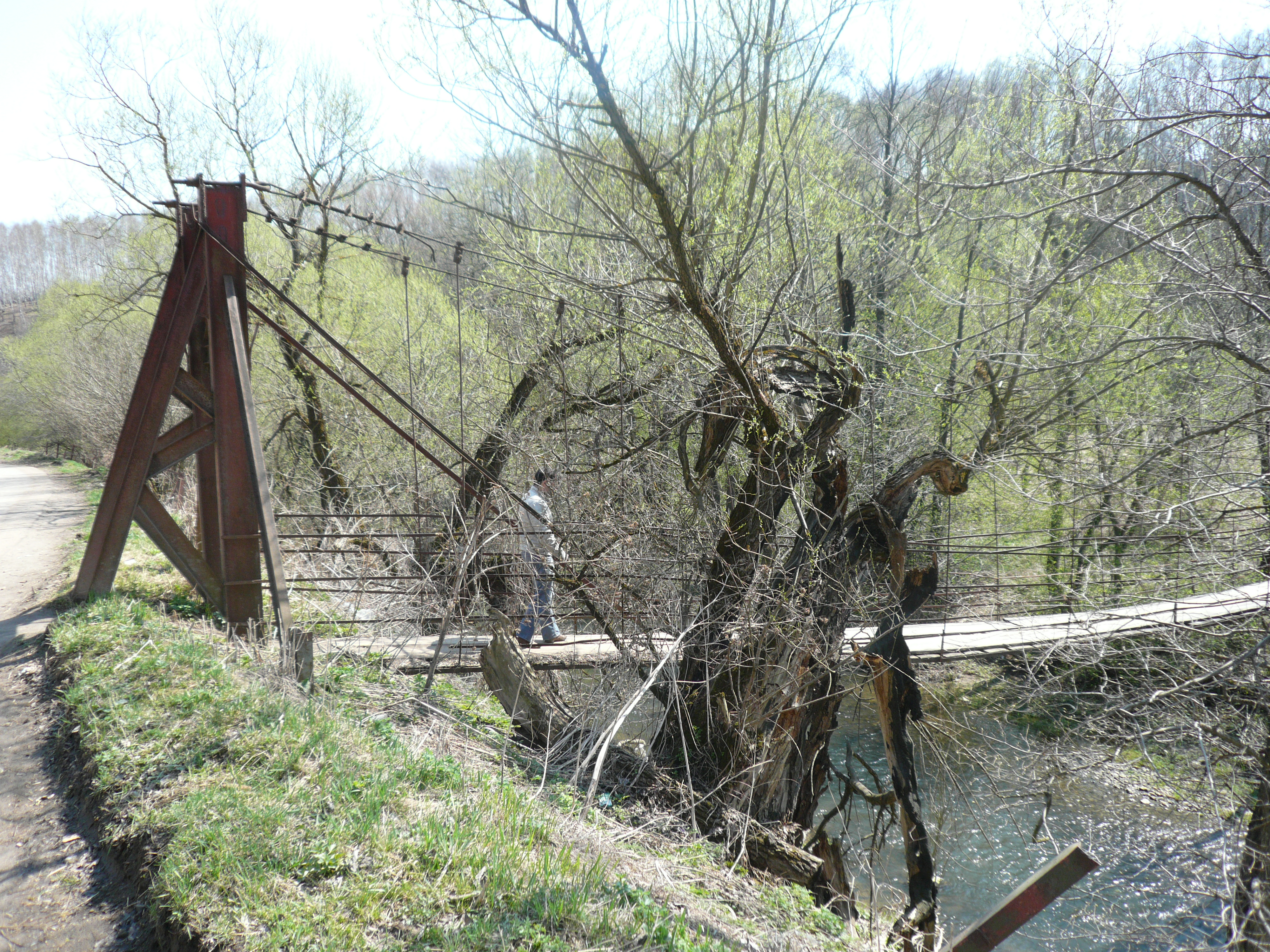
Подвесной пешеходный мост через реку Дугна

В посёлке сохранилась церковь Петра и Павла (построена не позже 1764 года).
В 2013 году в нижней Дугне Митрополитом Калужским и Боровским Климентом освящён храм в честь Преподобных Старцев Оптинских. Это начало возобновления разорённого большевиками монастыря в честь иконы Божьей Матери «Отрада или Утешение».